# Marijan Cosic
Marijan Cosic, född 31 maj 1996, är en svensk fotbollsspelare som spelar för FC Stockholm.

## Karriär
Cosic moderklubb är Alby IF. Därefter spelade Cosic för Djurgårdens IF, där han var med och vann SM-guld med U21-laget samt var lagkapten i U19-laget. I november 2015 fick Cosic motta Farsan Sandbergs minnespris, ett pris som delas ut till den spelare i ungdomsverksamheten som har utmärkt sig mest under året.
I februari 2016 skrev Cosic på för Åtvidabergs FF. Cosic gjorde sin Superettan-debut den 10 april 2016 i en 3–0-förlust mot IK Sirius, där han blev inbytt i den 72:a minuten mot Joakim Juhlin. Totalt spelade han 41 ligamatcher och gjorde ett mål under säsongerna 2016 och 2017.
I januari 2018 värvades Cosic av Arameisk-Syrianska IF, där han skrev på ett tvåårskontrakt. Cosic spelade 29 ligamatcher och gjorde två mål för klubben i Division 1 Norra 2018. I februari 2019 värvades Cosic av IFK Haninge. Han spelade 24 ligamatcher och gjorde fyra mål under säsongen 2019 då IFK Haninge vann Division 2 Södra Svealand och blev uppflyttade. Cosic gjorde 18 mål och 13 assist under säsongen 2020 och blev nominerad till årets mittfältare i Division 1 Norra.
Den 31 december 2020 värvades Cosic av IF Brommapojkarna, där han skrev på ett treårskontrakt. I premiären av Division 1 Norra 2021 den 2 april debuterade Cosic och gjorde ett mål i en 2–0-vinst över IF Karlstad. Efter säsongen 2023 lämnade han klubben.
I mars 2024 värvades Cosic av norska IK Start. I juli 2024 skrev han på ett 1,5-årskontrakt med FC Stockholm.